# Бордалас, Хосе
Хосе Бордалас Хименес (исп. José Bordalás Jiménez; род. 5 марта 1964, Аликанте) — испанский футболист и футбольный тренер.

## Клубная карьера
В 1980 году нападающий подписал семилетний контракт с футбольным клубом «Эркулес», но никогда не выступал в официальных матчах клуба, так как большую часть времени играл за другие клубы на правах аренды, включая соседний «Бенидорм». По истечении контракта Пепе вошёл в состав футбольных клубов «Дения» (1987/88), «Торревиеха» (1988), «Алтеа» (1991/92).
В возрасте 28 лет Хосе ушёл из футбола после полученной травмы.

## Тренерская карьера
В 1993 году стал тренером резервного клуба «Аликанте», а в 1994 возглавил основной состав «Аликанте».
С 1995 по 1997 год Пепе работал с клубами «Бенидорм» и «Эльденсе». В 1998 году тренер вернулся в «Аликанте» и вывел клуб из региональной лиги в третий дивизион всего за три сезона.
Его первый опыт работы во втором дивизионе состоялся с клубом «Эркулес», когда Хосе замещал Хуана Карлоса Мандиа в середине сезона 2005/06.
В сезоне 2007/08 Бордалас вернулся в третий дивизион с футбольным клубом «Алькояно». В сезоне 2009/10 он возглавил футбольный клуб «Эльче», выступавший во втором дивизионе. В первый сезон Бордаласа в качестве тренера «Эльче» оказался на 6 месте в турнирной таблице и получил шанс на повышение. В следующем сезоне Пепе вывел клуб на 4 позицию, тем самым достигнув финала плей-офф, в котором «Эльче» проиграл футбольному клубу «Гранада». Третий сезон команда Бордаласа начала хорошо, но после поражения 0:2 в матче против «Вильярреала Б» он был уволен.
В мае 2012 Хосе Бордалас подписал контракт с клубом «Алькоркон» на сезон 2012/13. В 2014 году тренер продолжил сотрудничество с «Алькорконом».
В сезоне 2015/16 возглавил «Алавес» и вывел его за один сезон в Примеру, в которой клуб не играл 10 лет. Следующим летом Бордалас покинул «Депортиво Алавес», который он вывел в высший испанский дивизион
27 сентября 2016 года Бордалас возглавил «Хетафе». Привел команду к рекордному 5 месту в Примере, отстав от зоны Лиги Чемпионов на 2 очка.
27 мая 2021 года подписал контракт с «Валенсией» на 2 года.

## Личная жизнь
Двоюродный брат Бордалас, Хуан Игнасио Мартинес, также является футбольным тренером.